# Giovanni Bandini

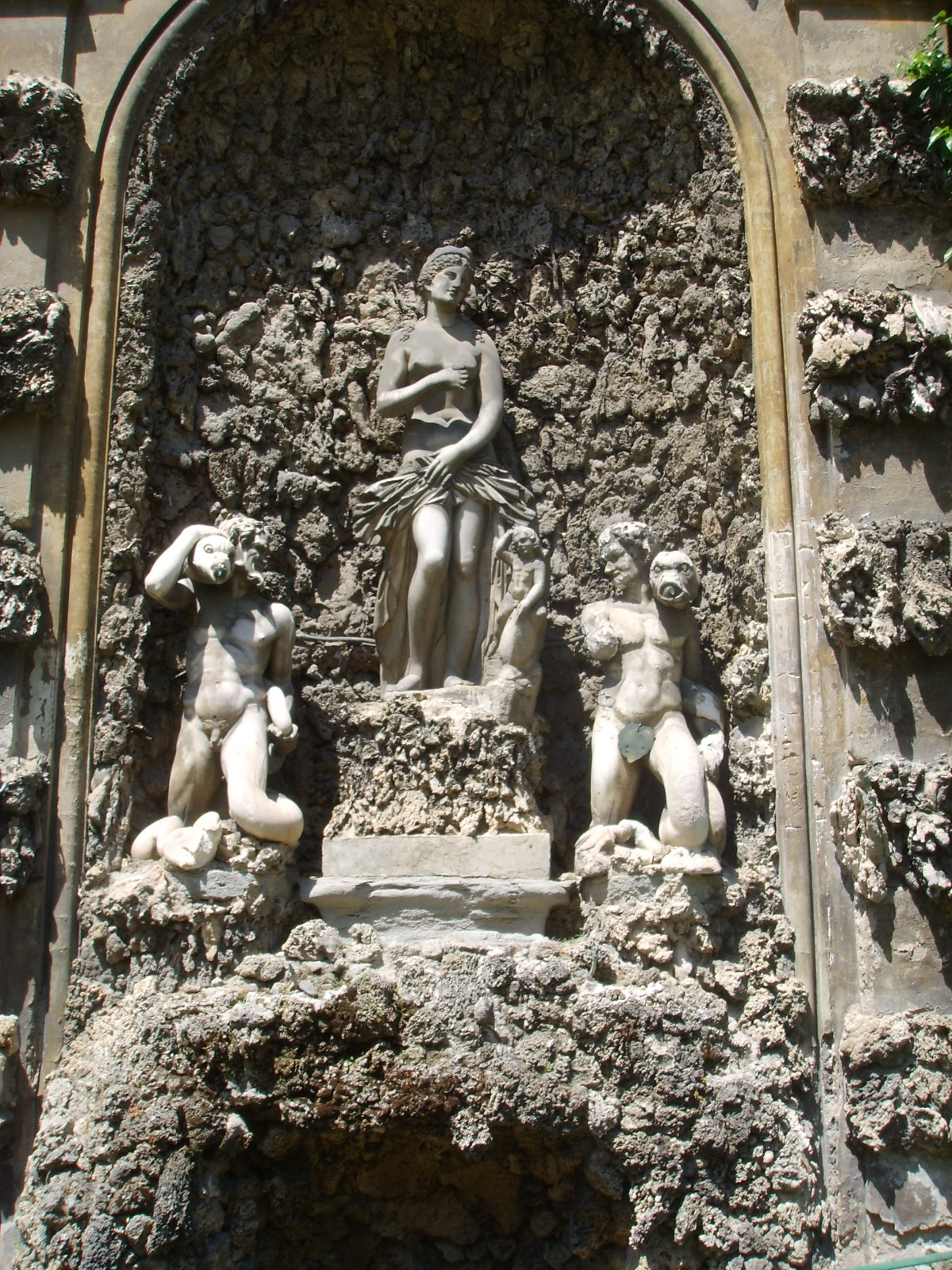
Estatuas de la fuente del palacio Budini Gattai en Florencia.

Giovanni Bandini, llamado también Giovanni dell'Opera (Florencia, 1540 aproximadamente – íd., 1599), fue un escultor italiano.

## Biografía
Estudió con Baccio Bandinelli. A la muerte de su maestro, heredó el taller y concluyó los trabajos pendientes, como los relieves para la balaustrada de Santa María del Fiore en Florencia. Emprendió entonces una larga carrera al servicio de la "Obra del Domo", que le valió el sobrenombre de Giovanni dell'Opera.
Juan de Bolonia fue su competidor en Florencia, por lo que Bandino terminó por aceptar una invitación del duque Della Rovere y se trasladó a Urbino, donde desarrolló un estilo personal, ya independiente del heredado de su maestro. En el Oratorio del Santísimo Crucifijo de la Cueva en Urbino se conserva una Piedad.

## Obras
Entre sus obras se incluyen una Juno en el Palazzo Vecchio en Florencia, los relieves del recinto del coro de Santa María del Fiore (1547), en estilo stiacciato, con Baccio Bandinelli, la estatua del siglo XVI de Hércules matando a Hidra en la Villa Medicea di Camugliano (Ponsacco, provincia de Pisa) y las estatuas de Venus y los monstruos marinos en el jardín del Palacio Budini Gattai. 
Suya es la estatua del Gran duque Fernando I de Médici del Monumento de los Cuatro moros de Livorno (1595). También es obra suya el busto de Francisco I de Médici, en el portal de las súplicas a los Uffizi.
El Museo del Prado cuenta con dos de sus mejores obras: La caza, grupo en bronce dorado de 1583-1584 procedente de las colecciones reales, y Venus y Cupido, grupo de mármol adquirido en 2023 y que a principios del siglo XVII perteneció al poeta andaluz Juan de Arguijo .